# 石田政次郎
石田政次郎（いしだ まさじろう、1878年3月 - 没年不明）は、明治時代の東京の鋳金家である。号は政一。
1878年3月、富山県高岡市地子木町で、代々材木商の家に生まれた。幼い頃から鋳金業を好み、1893年に黒谷津次郎について彫金術を学び、高岡物産の火鉢に彫刻をした。単身上京し、大竹徳国について金彫と銅器鋳造の技を兼修後、人を介して鋳金家の野上龍起の弟子となり、三年間鋳金を学ぶ。1900年に師家を出て独立、鋳金業を始める。
1989年に初めて美術展覧会に銅製鷺の置物を出展し、二等褒状を受賞。1905年9月に第20回彫工競技会に銅製牛の置物を出品して三等銅賞を受賞する。1906年に第21回彫工競技会に「鋳銅童児捕鳥」の置物を出品し、「一童は餌を撒き籠を装置して捕捉に注意し 二童は之を窺て談笑を制す 情趣を穿ち得て最も興あり」との賛辞を得て二等銀賞を受賞する。
1907年に東京勤業博覧会に銅製置物を出品して三等賞を受賞。1909年9月に第3回鋳金展覧会に「鼠に羽箒」模様花瓶と鯰模様の花瓶を出展し、妙技銅賞を受賞し、12月に第44回美術展覧会に各種の金属鋳金群鼠を出品し技芸銅賞を受賞する。その他数十回、各種の賞を受賞している。
その趣味は銃猟だった。